# Pandemia de COVID-19 en Samoa
Se confirmó que la pandemia de COVID-19 había alcanzado a Samoa el día 18 de noviembre de 2020. Hasta el 4 de diciembre de 2020 se han confirmado 2 casos, de los cuales todos se han recuperado.

## Fondo
En diciembre de 2019 se identificó un nuevo coronavirus que causó una enfermedad respiratoria en la ciudad de Wuhan, provincia de Hubei, China, y se informó a la Organización Mundial de la Salud (OMS) el 31 de diciembre de 2019, que confirmó su preocupación el 12 de enero de 2020. La OMS declaró el brote de una Emergencia de Salud Pública de Importancia Internacional el 30 de enero y una pandemia el 11 de marzo.
La tasa de letalidad de COVID-19  es mucho menor que la del SARS, una enfermedad relacionada que surgió en 2002, pero su transmisión ha sido significativamente mayor, lo que ha provocado un número total de muertes mucho mayor.

## Cronología

### Enero 2020
Los viajes a Samoa se han visto cada vez más restringidos en un esfuerzo por evitar la propagación de COVID-19 en el país. Antes de entrar en el país, las personas deben haber pasado al menos 14 días en un país libre del virus, así como completar una autorización médica.
El 27 de enero de 2020, el Gobierno de Samoa ordenó a todos los viajeros que entraran en Samoa que rellenaran un formulario de Declaración Especial de Salud. El Gobierno también exigió a los viajeros de China continental que se deben autoaislarse durante 14 días y desalentara los viajes a China u otros países afectados por el virus.
Dos ciudadanos samoanos que habían cesado brevemente en China fueron puestos en cuarentena el 28 de enero durante dos semanas en el Hospital del Distrito de Faleolo.

### Febrero 2020
El 3 de febrero, cuatro ciudadanos samoanos (tres estudiantes y un antiguo estudiante) fueron evacuados de Wuhan a bordo de un vuelo chárter de Air New Zealand con la ayuda de Nueva Zelanda, Australia, y las autoridades chinas.
El 9 de febrero, a ocho nacionales de Samoa que viajaban desde la India a través de Singapur y Fiyi se les negó la entrada a Samoa y se les devolvió a Fiyi. Las autoridades samoanas habían designado a Singapur como un país de alto riesgo debido al aumento de los casos en ese país. Estos samoanos eran casa en un hotel en Nadi, Fiyi y no se les permitió regresar a Samoa hasta el próximo fin de semana.
El 22 de febrero, Samoa prohibió que todos los cruceros visitaran el país.
El 29 de febrero, el gobierno anunció restricciones a los viajes aéreos, con la frecuencia de los vuelos internacionales a Samoa que se reduce a partir del 2 de marzo.

### Marzo 2020
El 18 de marzo, Samoa informó de su primer caso sospechoso de coronavirus, una persona que había viajado desde Nueva Zelanda. Las muestras corporales de la persona fueron llevadas a Melbourne para su análisis. El paciente fue puesto en aislamiento en el Hospital Tupua Tamasese Meaole de Apia. Las muestras se han enviado a Melbourne para su análisis, que puede tardar entre 10 y 20 días laborables en regresar.  En respuesta, el Gobierno de Samoa exigió a todos los viajeros, incluidos los ciudadanos de Samoa, que se sometieran a un chequeo médico al regresar. El 20 de marzo, Samoa declaró el estado de emergencia, cerrando sus fronteras a todos los ciudadanos que regresan.
El 21 de marzo, el Ministerio de Salud de Samoa confirmó que se estaban analizando ocho casos sospechosos de coronavirus. Todas estas personas tenían antecedentes de viajes o contacto con familiares que viajaban al extranjero. El primer ministro Tuilaepa Aiono Sailele Malielegaoi anunció que el primer caso sospechoso de COVID-19 había sido absuelto del virus. Aunque confirmó que seis de los ocho casos sospechosos habían dado negativo para el coronavirus, todavía estaban a la espera de los resultados de las pruebas para los dos pacientes restantes de Nueva Zelanda. Ese mismo día, Samoa también suspendió los viajes aéreos con Australia y los vuelos restringidos desde Nueva Zelanda.
El 24 de marzo se informó de que un total de siete casos sospechosos de coronavirus estaban a la espera de pruebas en Nueva Zelanda.
El 25 de marzo, Malielegaoi anunció que las personas que no se adhirieron a la restricción COVID-19 serán multadas.
El 26 de marzo, el Gobierno de Samoa introdujo medidas de encierro, incluida la prohibición de que los barcos pesqueros entraran en Samoa y multara a las empresas que violaron la cuarentena. Sólo los buques de carga que transporten mercancías y gasolina podrán entrar en Samoa.

### Abril 2020
El 11 de abril, el Gobierno de Samoa aprobó un paquete de ayuda de 23,6 millones de dólares Estadounidenses. para ayudar al sector hotelero del país, que se había visto obligado a despedir a 500 trabajadores hoteleros por las consecuencias económicas de la pandemia del coronavirus.
El 15 de abril, el Gobierno de Samoa alivió algunas restricciones de estado de emergencia, incluyendo la reapertura de los viajes marítimos inter-islas y el transporte público con restricciones en las horas de operación y los pasajeros. Se permitió la reapertura de restaurantes y mercados con horario limitado. Sin embargo, las normas de distanciamiento social y otras restricciones de emergencia seguían en vigor.
El 20 de abril, Radio Nueva Zelandia informó de que casi 300 habían sido detenidos en Samoa por violar las órdenes de estado de emergencia del COVID-19, que entraron en vigor el 21 de marzo.

### Mayo 2020
El 14 de mayo, Malielegaoi descartó la propuesta del Gobierno de Nueva Zelandia de una burbuja de viajes del Pacífico debido a la falta de voluntad de Canberra y Wellington para poner a prueba a los viajeros y temores de un resurgimiento del brote de sarampión de 2019 en Samoa.

### Junio 2020
El 10 de junio, el primer ministro Malielegaoi anunció la relajación de las restricciones de encierro de los servicios religiosos, vendedores ambulantes, bodas y consejos matai de la aldea. Los vendedores ambulantes solo podrán vender frutas, verduras, alimentos cocidos y ciertos textiles mientras vendan en senderos permanecerán prohibidos. Las iglesias deben practicar distanciamiento social de dos metros, pero los eventos importantes, como las conferencias de la iglesia y las reuniones nacionales, siguen estando prohibidos. Las nuevas reglas sobre el estado de emergencia también permitían bodas en hoteles, pero limitaron la lista de invitados a 50 personas. Los domingos se prohíben las actividades del mercado, la playa y las excursiones por el río. Queda un límite de cinco personas en los funerales, las entregas de títulos tradicionales, los cumpleaños, las reuniones y las ceremonias de apertura para la construcción.

### Noviembre 2020
Tras la detección de los tres primeros de COVID-19 en Samoa Americana resultantes de viajes marítimos, las autoridades de Samoa han iniciado una investigación sobre si los tres individuos infectados habían desembarcado de su buque portacontenedores Fesco Askold, que había atracado en el puerto de Apiadurante el fin de semana.
El 18 de noviembre, Samoa confirmó su primer caso del COVID-19, un marinero que había regresado desde Auckland, Nueva Zelanda la semana anterior, había dado positivo al virus.
El 27 de noviembre, Samoa confirmó su segundo caso del COVID-19, un ciudadano de 70 años que venia en un vuelo de repatriación desde Auckland y Melbourne hace dos semanas. Dio negativo a su llegada, pero el resultado de la segunda prueba fue positivo.

### Diciembre 2020
El 4 de diciembre, los 2 casos se habían recuperado dejando a Samoa libre del COVID-19 otra vez.[cita requerida]